# Dunkerton, England
Dunkerton är en by i Dunkerton and Tunley, Bath and North East Somerset, Somerset, England. Byn nämndes i Domedagsboken (Domesday Book) år 1086, och kallades då Duncretone/Duncretona/Duncretun.